# اسکیس روسیگنول
اسکیس روسیگنول (انگلیسی: Skis Rossignol) شرکت پوشاک فرانسوی است، که در سال ۱۹۰۷ تأسیس شد.